# Phaenoserphus fuscipes
Phaenoserphus fuscipes är en stekelart som först beskrevs av Alexander Henry Haliday 1839.  Phaenoserphus fuscipes ingår i släktet Phaenoserphus, och familjen svartsteklar. Arten är reproducerande i Sverige.